# André van Benthem
André van Benthem (Enschede, 15 december 1963) is een voormalig Nederlands voetballer die onder andere uitkwam voor FC Twente.
Van Benthem was afkomstig van de Enschedese amateurvereniging RKSV VOGIDO, waar hij als 15-jarige al in het eerste elftal speelde. Hij maakte in 1980 de overstap naar de jeugd van FC Twente. Op 16 januari 1983 maakte hij zijn Eredivisiedebuut in een uitwedstrijd van Twente tegen Roda JC. In de 65e minuut van het duel werd Van Benthem gewisseld voor Epi Drost, die daarmee zijn rentree maakte. Tot 1985 speelde de middenvelder zestig wedstrijden voor FC Twente, waarin hij vijf keer scoorde. Van Benthem kwam in 1984 en 1985 enkele keren uit voor Jong Oranje, nadat hij eerder reeds deel uit had gemaakt van de selectie van de Nederland onder 19 en Nederland onder 18.
In de zomer van 1985 werd Van Benthem een seizoen lang verhuurd aan SC Cambuur. Een jaar later ging hij voor een seizoen op uitleenbasis naar De Graafschap. In 1987 vertrok hij definitief bij FC Twente en tekende hij een contract bij SC Heracles. Een jaar later moest hij zijn loopbaan afbreken nadat hij werd afgekeurd voor het betaald voetbal. Behalve als middenvelder speelde Van Benthem ook als centrale verdediger en spits.